# Witchmaster (album)
Witchmaster – trzeci album studyjny polskiej grupy muzycznej Witchmaster. Wydawnictwo ukazało się w grudniu 2004 roku nakładem wytwórni muzycznej Agonia Records. Nagrania zostały zarejestrowane w składzie: Sebastian „Bastis” Grochowiak (śpiew), Tomasz „Reyash” Rejek (śpiew, gitara basowa), Krzysztof „Kali” Włodarski (śpiew, gitara) oraz Zbigniew „Inferno” Promiński (perkusja).

## Lista utworów
Opracowano na podstawie materiału źródłowego.
1. „Never Stop the Madness” - 01:24
2. „The Eyes of Darkness Are Mirror of Cave” - 02:27
3. „Narkotic Amok” - 03:50
4. „Spiral” - 01:29
5. „Satanized and Sodomized” - 02:21
6. „Devil's Sign” - 02:13
7. „666 Dominatrix” - 01:59
8. „Sperm Vomit” - 02:35
9. „Blood is Sweeter Than Water” - 01:50
10. „Kill the Lord of Lies” - 02:50
11. „Bloodlust” (cover Venom) - 01:55